# 神代知衣
神代 知衣（こうじろ ちえ、1960年10月17日 - ）は、日本の女性声優。山口県下関市出身。81プロデュース所属。
本名は美山 智恵。旧芸名は神代 智恵（読みは同じ）。

## 経歴
6歳のときから日本舞踊を続け、山口芸術短期大学では絵を学んだ。当初は自分の声に劣等感を持つほどで、声優志望ではなかった。
短大卒業後、地元の山口県で会社勤めをする。しかしやりがいを感じなかったため、半年後に兄を頼って上京する。アルバイト情報誌で見かけたイベント司会の仕事が高額の報酬だったことに惹かれて応募、1年ほどイベント司会のアルバイトを行なう。これがきっかけとなり、専門的に喋りを学ぼうと東京アナウンスアカデミーへ入学する。自分の独特な声を長所にして活かそうと、声優コースに入り、卒業直後の1984年、テレビアニメ『チックンタックン』でデビューした。
1989年には声優仲間の伊倉一恵、坂本千夏とコーラスグループの「GALLOP」を結成。
以前は江崎プロダクション、ぷろだくしょんバオバブに所属していた。
2008年12月、声優仲間とジャズライブを開催する。翌年2月、ブログ：神代知衣の『笑う門には福来たる!!』を開設する。
2009年4月、声優仲間とジャズライブ第2弾を開催、2011年4月に「GALLOP」の20年ぶりとなる復活ライブを開催した。

## 人物
脳天に響くような声が魅力。
趣味・特技は日本舞踊（花柳桃吉）、助六太鼓。

## 出演
太字はメインキャラクター。

### テレビアニメ
1983年
- うる星やつら（1983年 - 1984年、女の子 他）
- キャッツ♥アイ

1984年
- 星銃士ビスマルク（マリアン・ルヴェール）
- チックンタックン（モコ）
- 魔法の妖精ペルシャ（ずもうマスク、子供）
- よろしくメカドック（女子大生A、女子大生）
- らんぽう

1985年
- 小公女セーラ（マーサ）
- 昭和アホ草紙あかぬけ一番!（1985年 - 1986年、子供B、プリム）
- タッチ（悦子）

1986年
- あんみつ姫（正太、UFO）
- がんばれ!キッカーズ（ヒロコ）
- サンゴ礁伝説 青い海のエルフィ
- ドテラマン（1986年 - 1987年、マリコ / ドテラピンク）
- ハイスクール!奇面組（看護婦）
- Bugってハニー（1986年 - 1987年、ハニー）
- 光の伝説（三田恵）
- マシンロボ クロノスの大逆襲（ファム）
- ロボタン

1987年
- 赤い光弾ジリオン（アディ）
- エスパー魔美（1987年 - 1988年、日上、女生徒、子供B、母親、主婦 他）
- シティーハンター（1987年 - 1988年、美女、山猫、スケ番A、客、女たち、OL 他） - 2シリーズ
- めぞん一刻

1988年
- 闘将!!拉麵男（ギョーザ）
- 超音戦士ボーグマン（モーリー・ラングォルド）
- ついでにとんちんかん（五十嵐ゆみ）
- ドクター秩父山
- トッポ・ジージョ（ティノ）
- ドラえもん（テレビ朝日版第1期）（女）
- ミスター味っ子（1988年 - 1989年、コオロギ、トビー、少女B）

1989年
- おそ松くん（ジャジャ子）
- おぼっちゃまくん（1989年 - 1992年、御坊茶魔）
- 昆虫物語 みなしごハッチ（1989年 - 1990年、ロック、マモー、パール、ケラオ、ピョンタ、ゴロ太）
- 獣神ライガー（1989年 - 1990年、チイ子、ミニナイト）
- それいけ!アンパンマン（1989年 - 、ママル、アミー、うずまきぱんた〈初代〉、かっぱまきくん〈初代〉）
- ピーターパンの冒険（プシケ）

1990年
- NG騎士ラムネ&40（1990年 - 1991年、タマQ、ポーン八兄弟）
- ジャングル大帝（新）（ミック）
- ジャングルブック・少年モーグリ（リッキ）
- PEACH COMMAND 新桃太郎伝説（ナレーター）
- 平成天才バカボン（ミツコさん、女の子、TVレポーター）
- まじかるハット（タマコ）
- 勇者エクスカイザー（1990年 - 1991年、星川フーコ）
- 私のあしながおじさん（ジョージ）

1991年
- 絶対無敵ライジンオー（佐藤タイ子）
- 太陽の勇者ファイバード（1991年 - 1992年、レポーター / 山咲モモコ）
- 丸出だめ夫（ひまわり）

1992年
- 花の魔法使いマリーベル（ウォッチ）

1993年
- 南国少年パプワくん（イフク）

1994年
- クレヨンしんちゃん（1994年 - 2020年、せつこ、店長、TVのおばさん、女番長デカ、ケンちゃん）
- 忍たま乱太郎（マツタケ城の若様〈初代〉）
- 魔法陣グルグル（トマ・パロット、さっぱり妖精、ドサクサ妖精）

1996年
- こちら葛飾区亀有公園前派出所（ホンダラ王子）
- 爆走兄弟レッツ&ゴー!!（1996年 - 1998年、三国藤吉、子供A、レディファイター） - 3シリーズ

1998年
- 花さか天使テンテンくん（デモモ）
- ヨシモトムチッ子物語（ハナコのママ）

1999年
- セイバーマリオネットJ to X（小黒）
- 魔術士オーフェン Revenge（おかみ）

2000年
- キョロちゃん (アニメ)（2000年 - 2001年、タナカ妻）
- 幻想魔伝 最遊記（清一色の式神人形）
- とっとこハム太郎（ニンハムくん）
- ドキドキ♡伝説 魔法陣グルグル（トマ・パロット、サッパリ妖精、ドサクサ妖精）

2001年
- アークエ・ファミリー（2001年 - 2005年、モンジャン） - 3シリーズ
- ゴーゴー五つ子ら・ん・ど（森野あらし）
- ジャングルはいつもハレのちグゥ（ダマ）
- はじめの一歩（2001年 - 2014年、チャナ） - 2シリーズ

2002年
- 名探偵コナン（2002年 - 2023年、海響館職員、山本典子、滝本両子、保高ボタン、恵理子）
- わがまま☆フェアリー ミルモでポン!（2002年 - 2003年、デネブ、ビクル） - 2シリーズ

2003年
- E'S OTHERWISE（飼い主）
- クラッシュギアNitro（ED）
- 高橋留美子劇場（座敷童）
- 魔法遣いに大切なこと（黒田オサム）

2004年
- MONSTER（子供A）

2005年
- 陰陽大戦記（玄武のコロク）
- ケロロ軍曹（ゴモゴモ）
- 金色のガッシュベル!!（コーラルQ）

2006年
- ぜんまいざむらい（かみちよね〜さん、まっちゃ 他）
- デジモンセイバーズ（2006年 - 2007年、ファルコモン / ペックモン / ヤタガラモン / レイヴモン）
- 吉宗（千年上臈）

2007年
- あたしンち（チクワーヌ）
- Yes!プリキュア5（2007年 - 2008年、おタカさん） - 2シリーズ

2008年
- 銀魂（スペースオカン）
- のらみみ（ドッタリ君） - 2シリーズ

2009年
- ご姉弟物語（緑のおばさん）

2010年
- たまごっち!（2010年 - 2014年、シェイカーっち）
- ドラえもん（テレビ朝日版第2期）（2010年 - 2011年、ベソえもん、ボロ）

2011年
- まみむめもんち（もんち）

2012年
- バトルスピリッツ ソードアイズ（ハナ）
- プリティーリズム・ディアマイフューチャー（檀すみ子）

2013年
- プリティーリズム・レインボーライブ（荊千里 / モモ）
- LINE TOWN（ドロシー）

2017年
- こねこのチー（ミケおばさん）

2018年
- アイドルタイムプリパラ（カメのかいちゃん）
- こねこのチー ポンポンらー大旅行（ミケおばさん）
- パズドラ（2018年 - 2025年、徳沢諭吉）

2020年
- サザエさん

2025年
- 異世界黙示録マイノグーラ〜破滅の文明で始める世界征服〜（トヌカポリ）

### 劇場アニメ
1987年
- あいつとララバイ 水曜日のシンデレラ（新名じゅん）
- ドラえもん のび太と竜の騎士（ロー）
- Bugってハニー メガロム少女舞4622（ハニー）
- バリバリ伝説
- ルパン三世 風魔一族の陰謀（女の子）

1988年
- となりのトトロ（ミチ子〈ミッちゃん〉）

1991年
- 機動戦士ガンダムF91（アンナマリー・ブルージュ、ミゲン・マウジン）

1994年
- ドラミちゃん 青いストローハット（ハート）

1995年
- MEMORIES「最臭兵器」（美樹）

1996年
- 劇場版 魔法陣グルグル（トマ）
- はむこ参る!（はむこ）

1997年
- 爆走兄弟レッツ&ゴー!!WGP 暴走ミニ四駆大追跡!（三国藤吉）
- ヘルメス—愛は風の如く（アガペー）

2010年
- 昆虫物語 みつばちハッチ〜勇気のメロディ〜（カマチビ）

2014年
- クレヨンしんちゃん ガチンコ!逆襲のロボとーちゃん（バギーの主婦）
- 劇場版 プリティーリズム・オールスターセレクション プリズムショー☆ベストテン（モモ）

### OVA
時期不明
- 世界名作童話全集（人魚姫）

1986年
- Call Me トゥナイト（おユキ）

1987年
- ダーティペア（ボンパス）
- たいまんぶるうす 清水直人編
- 魔境外伝レディウス（スピカ）
- レリックアーマーLEGACIAM（ドロシー・トワイフ）

1989年
- 敵は海賊〜猫たちの饗宴〜（マーシャ）

1990年
- ウルトラマングラフィティ おいでよ!ウルトラの国（ミニトータス、ウー子）
- 機動戦士SDガンダム SDガンダム猛レース（にせガンダム）
- しあわせのかたち（まり）
- Licca ふしぎな不思議なユーニア物語
- YJ版レモンエンジェル（水枝）

1991年
- NG騎士ラムネ&40 EX ビクビクトライアングル 愛の嵐大作戦（タマQ）

1993年
- NG騎士ラムネ&40 DX ワクワク時空 炎の大捜査戦（タマQ）

1994年
- すすめ!プクプクごう（キララ）
- ガルルーどうぶつえん（ナレーション）

1995年
- うるるちゃんのかずあそび（うるる）

1996年
- ぞくぞく村のオバケたち（ゾンビのビショビショ）

1997年
- 永久家族（サエ）

2002年
- ジャングルはいつもハレのちグゥ デラックス（ダマ）

2003年
- ジャングルはいつもハレのちグゥ FINAL（ダマ）

2008年
- やなせたかしメルヘン劇場 でかたんみみたんぽんたん（ぽんたん）

2009年
- 珍遊記 -太郎とゆかいな仲間たち-（ばばあ、きよし）

2011年
- 装甲騎兵ボトムズ 孤影再び（チクロ・バートラー）

### ゲーム
1991年
- おぼっちゃまくん（御坊茶魔）※PCエンジン版

1995年
- セサミストリート・ナンバーズ（エルモ）

1997年
- 天外魔境 第四の黙示録（TVマン）
- ミニ四駆 爆走兄弟レッツ&ゴー!!WGP HYPER HEAT（三国藤吉）

1998年
- 爆走兄弟レッツ&ゴー!! エターナルウィングス（三国藤吉）

1999年
- SDガンダム GGENERATION（1999年 - 2012年、アンナマリー・ブルージュ、ミンミ・スミス） - 7作品
- クラッシュ・バンディクー レーシング（グリン）
- スーパーロボット大戦コンプリートボックス

2000年
- ダーククラウド

2003年
- ケロケロキングDX（バスケットくん、ガシャポン・ムック）
- 第2次スーパーロボット大戦α（アンナマリー・ブルージュ）

2005年
- 金色のガッシュベル!! うなれ!友情の電撃 ドリームタッグトーナメント（コーラルQ）

2006年
- デジモンセイバーズ アナザーミッション（ファルコモン）

2009年
- スーパーロボット大戦NEO（タマQ）
- 歴史大戦ゲッテンカ（ウッキー宇喜多）

2010年
- ケイオスリングス（ピュッピュ）

2013年
- スーパーロボット大戦Operation Extend（タマQ）

2024年
- 金色のガッシュベル!! 永遠の絆の仲間たち（コーラルQ）

### 吹き替え

#### 映画
- 愛と哀しみの果て ※日本テレビ版
- ウィロー（ミムズ・アフグッド〈ドーン・ダウニング〉）※ソフト版
- ウェインズ・ワールド（ステイシー〈ララ・フリン・ボイル〉）
- おかしな関係（モーガン・クーパー）
- 俺たちヒップホップ・ゴルファー（レディ・G〈シェリー・シェパード〉）
- カンフーキッド2/悪ガキ6人衆（シャオ・タウタン）※VHS版
- キャットウーマン（サリー〈アレックス・ボースタイン〉）※テレビ朝日版
- キョンシークエスト1 妖怪一家の大冒険（トントン）
- クイーンズ・ロジック/女の言い分・男の言い訳（パトリシア〈クロエ・ウェッブ〉）
- クロコダイル・ダンディー2（ジュディ）※ソフト版
- コーラスライン（クリスティン）
- 恋のゆくえ/ファビュラス・ベイカー・ボーイズ（モニカ・モラン〈ジェニファー・ティリー〉）※VHS版
- サバイバル・ソルジャー（ブレンダ〈クリステン・シャール〉）
- サンタクロース ※テレビ朝日版
- 新キョンシーズ（タオタオ）
- ジングル・オール・ザ・ウェイ（ジョニー）※フジテレビ版
- 新・13日の金曜日（ヴァイオレット）
- 新・幽幻道士 立体奇兵（ミミ）
- ゾンビーノ（スタン・フレイザー）
- ツイン・ドラゴン（ランラン〈ニナ・リー〉）※フジテレビ版
- テッド2（ジョイ[42]）
- ハイスクール・ドリーム（タバサ）
- ハリエットのスパイ大作戦（オレ・ゴリー〈ロージー・オドネル〉）※VOD版
- ハンター（ビリーの彼女）※テレビ朝日版
- ピーウィーの大冒険（ケヴィン・モートン〈ジェイソン・ハーヴェイ〉）
- ピーターラビット（ベティ〈サシャ・ホーラー〉[43]）
- ビバリーヒルズ・コップ3 ※フジテレビ版
- ファミリービジネス（クリスティーン〈ヴィクトリア・ジャクソン〉）
- ファンタスティック・ビーストと黒い魔法使いの誕生（アーマ・ドゥガード[44]）
- プロブレム・チャイルド2（マディソン〈ティファニー・マタラス〉）
- ベスト・フレンズ・ウェディング（サマンサ・ニューハウス〈レイチェル・グリフィス〉）※日本テレビ版
- ホーム・アローン（リニー・マカリスター〈アンジェラ・ゴーサルズ〉）※フジテレビ版
- ホーム・アローン2（リニー・マカリスター〈モーリーン・エリザベス・シェイ〉）※フジテレビ版
- 星の王子 ニューヨークへ行く（イマニ・イジ〈ヴァネッサ・ベル・キャロウェイ〉）※ソフト版
- ポリスアカデミーシリーズ（ラヴァーン・フックス〈マリオン・ラムジー〉）
  - ポリスアカデミー2 全員出動!
  - ポリスアカデミー3 全員再訓練!
  - ポリスアカデミー4 市民パトロール
  - ポリスアカデミー5 マイアミ特別勤務
  - ポリスアカデミー6 バトルロイヤル
- 幽幻道士4（ミミ）
- 恋愛小説家（ジャッキー〈イヤードリー・スミス〉）※BD版

#### ドラマ
- 俺がハマーだ! シーズン2 #15（ジーナ）
- セサミストリート ※スペシャル版
  - セサミストリート: 世界の国からハッピーニューイヤー（タラ）
  - セントラルパークでシング・シング・シング（ベビー・ナターシャ）
  - セサミストリート危機一髪（エルモ、スライミー、タラ）
  - エルモのクリスマス（ベビー・ナターシャ）
- 超音速攻撃ヘリ エアーウルフ シーズン2 #22（ケイ・フリーストーン）
- ディフェンダーズ 闘う弁護士
- 特攻野郎Aチーム シーズン4 #9（ペニー・ピーターソン）
- パワーレンジャー（ノミモンスター、マリア）
- ヒルストリート・ブルース シーズン5（ジーナ〈ジェニファー・ティリー〉）
- ファミリータイズ シーズン4 #1・2（トリシア・アームストロング）
- 冒険野郎マクガイバー（ペニー・パーカー〈テリー・ハッチャー〉）※シーズン2以降
- マペット放送局（スパメラ・ハムダーソン）

#### アニメ
- アラジンの大冒険（島の女）
- アルビンとチップマンクス（セオドア）
- アンデルセン・ストーリーズ（女王）
- きかんしゃトーマス（パーシー、子供1）※テレビ東京版
  - きかんしゃトーマス みんなあつまれ!しゅっぱつしんこう（パーシー）
  - トーマスをすくえ!! ミステリーマウンテン（パーシー）
  - きかんしゃトーマス 伝説の英雄（パーシー）
  - きかんしゃトーマス ミスティアイランド レスキュー大作戦!!（パーシー）
  - きかんしゃトーマス ディーゼル10の逆襲（パーシー）
  - きかんしゃトーマス ブルーマウンテンの謎（パーシー）
  - きかんしゃトーマス キング・オブ・ザ・レイルウェイ トーマスと失われた王冠（パーシー）
  - きかんしゃトーマス 勇者とソドー島の怪物（パーシー）
  - きかんしゃトーマス 探せ!!謎の海賊船と失われた宝物（パーシー）
  - きかんしゃトーマス 走れ!世界のなかまたち（パーシー）
  - きかんしゃトーマス とびだせ!友情の大冒険（パーシー）
  - きかんしゃトーマス Go!Go!地球まるごとアドベンチャー（パーシー）
  - きかんしゃトーマス チャオ!とんでうたってディスカバリー!!（パーシー）
  - きかんしゃトーマス おいでよ!未来の発明ショー!（パーシー）
- キャッツ・ドント・ダンス（ダーラ・ディンプル）
- グリンチ（シュガープラム[45]）
- ザ・シンプソンズ（リサ・シンプソン）
  - ザ・シンプソンズ MOVIE（リサ・シンプソン）※オリジナル版
- タイニー・トゥーン（エルマイラ）
- チャギントン（キャリー[46]）
- スヌーピーとチャーリーブラウン（サリー・ブラウン）
- トムとジェリーキッズ（ジーノ）
- パパはグーフィー
- バルト（ディキシー）
- ビーバー・パパのお話（ユピ）
- ペット（クロエ飼い主）
  - ペット2（クロエ飼い主[47]）
- ペンギン物語〜きらきら石のゆくえ〜
- ボス・ベイビー（ビッグ・ボス・ベイビー[48]）
- ミニオンズ（馬車の女）
- 森のリトル・ギャング（バッキー）

### CD
- 天外魔境 自来也おぼろ変 映像的電子蓄音盤（1990年、挿入歌 伊倉一恵、坂本千夏とのユニット「ギャロップ」として］）
- NG騎士ラムネ&40 メモリアルマッチ!熱血一本勝負（1991年、タマQ）
- NG騎士ラムネ&40 2 キングオブキングス熱血スペシャル（1992年、タマQ）
- NG騎士ラムネ&40 3 ときめき!裏の三姉妹（1993年、タマQ）
- 魔法陣グルグル ドラマCD 〜大迷惑! 熱血妖精の恩返し〜（1995年、トマ）
- 魔法陣グルグル ドラマCD 〜水晶玉を取り戻せ! 暗闇の中は大コンランですゾ!!（1996年、トマ）
- 浦安鉄筋家族（1996年、西川のり子）
- 太陽の勇者ファイバード ユリちゃんに愛の花束を…（1997年、山咲モモコ）
- 天外魔境 第四の黙示録 ヴォーカル・セレクション（1997年、TVマン［劇中歌］）
- デジモンセイバーズ ベストヒッツ+キャラクターニューソングス（2007年、ファルコモン）

### 配信曲
- 黄金世代の鼓動（『CRキャプテン翼黄金世代の鼓動』挿入歌 伊倉一恵、坂本千夏とのユニット「GALLOP」名義）
- 試合への道（『CRキャプテン翼黄金世代の鼓動』挿入歌 伊倉一恵、坂本千夏とのユニット「GALLOP」名義）

### ライブ
- GALLOP 20年ぶりの復活LIVE 女のためいきまつり（2011年4月24日） ※伊倉一恵、坂本千夏とのユニット
- GALLOP LIVE 春はやっぱり、見せパンまつり「いいってことよぉ〜」（2013年4月6日-7日）
- GALLOP LIVE 鼻血が出るまでピーナッツ特集（2015年6月6日-7日）
- GALLOP LIVE 鼻血が出たときゃあピーナッツ!（2017年4月22日-23日）
- GALLOP LIVE ファイナル「大暴れ！最後のおばちゃんまつり」（2025年7月26日）

### 人形劇
- NHK教育 こどもにんぎょう劇場
  - 「ごんぎつね」
  - 「すてきなよるに」

### テレビ番組
- いないいないばあっ!（NHK教育テレビ） - ダーダ
- わかる算数 6年生（NHK教育テレビ） - ナレーション
- 天才てれびくんYOU（NHK教育テレビ） - まえた
- トリビアの泉 〜素晴らしきムダ知識〜（2006年、フジテレビ） - 「トリビアの影ナレ」で御坊茶魔として
- 爆笑100分テレビ!平成ファミリーズ（2007年10月7日 - 2008年3月30日、日本テレビ） - ナレーション
- 時空間☆世代バトル 昭和×平成 SHOWはHey! Say!（2008年4月6日 - 2009年3月29日、日本テレビ） - ナレーション
- ライオンのいただきます（フジテレビ） - お花畑トリオ シクラメン智恵

### CM
- 高橋名人のBugってハニー 「なんだべ〜クイズ編」（高橋名人と共演の顔出し出演）
- 高橋名人のBugってハニー 「原人救出編」「原人大暴れ編」「好評発売中編」（ハニー）
- 桃太郎伝説シリーズ（ナレーション）
- 桃太郎電鉄シリーズ（ナレーション）
- はにいいんざすかい（ナレーション）

### その他コンテンツ
- 葛飾区郷土と天文の博物館 プラネタリウムこども番組（ドームくん）
- 大井川鐵道「トーマスフェア」（パーシーの声） - きかんしゃトーマス号・ジェームス号運行時

### シリーズ一覧
1. ↑  『ZERO』（1999年）、『F』（2000年）、『F.I.F』（2001年）、『PORTABLE』（2006年）、『SPIRITS』（2007年）、『WORLD』（2011年）、『OVER WORLD』（2012年）

### 初出話一覧
1. ↑  第340話初出
2. ↑  第4話初出
3. ↑  第5話初出